# Acropora lutkeni
Acropora lutkeni is een rifkoralensoort uit de familie van de Acroporidae. De wetenschappelijke naam van de soort is voor het eerst geldig gepubliceerd in 1952 door Crossland.